# Max Adrian
Pour les articles homonymes, voir Adrian.
Max Adrian (nom de scène de Guy Thornton Bor), né le 1er novembre 1903 à Kilkenny (Irlande) et mort le 19 janvier 1973 à Shamley Green (Surrey), est un acteur irlandais.

## Biographie
Très actif au théâtre dès le début de sa carrière, Max Adrian joue notamment à Londres dans Amour pour amour de William Congreve (1943-1945, avec Leslie Banks et John Gielgud), Look After Lulu! de Noël Coward (1959, avec Vivien Leigh et Anthony Quayle), Sainte Jeanne de George Bernard Shaw (1963, avec Derek Jacobi et Joan Plowright), ou encore Solness le constructeur d'Henrik Ibsen (1964-1965, avec Celia Johnson et Michael Redgrave).
Il se produit aussi à Broadway (New York) dès 1934. Là, suivent entre autres l'opérette Candide sur une musique de Leonard Bernstein (1956-1957, avec Robert Rounseville et Barbara Cook), ainsi que les pièces Marie Stuart de Friedrich Schiller (1957, avec Eva Le Gallienne et Irene Worth) et La Leçon d'Eugène Ionesco (1958, avec Joan Plowright).
Aux côtés de Laurence Olivier, il est l'un des membres fondateurs, en 1963, de la National Theatre Company.
Au cinéma, Max Adrian apparaît dans trente films britanniques (ou en coproduction), depuis The Primrose Path (en) de Reginald Denham (1934, avec Isobel Elsom et Virginia Field) jusqu'à The Boy Friend de Ken Russell (1971, avec Twiggy et Christopher Gable). Ce dernier film est précédé par trois autres du même réalisateur, dont La Symphonie pathétique (1971, avec Richard Chamberlain et Glenda Jackson). Citons encore Henry V de Laurence Olivier (1944, avec Laurence Olivier et Robert Newton), Les Trafiquants du Dunbar de Basil Dearden (1951, avec Bonar Colleano et Susan Shaw) et M15 demande protection de Sidney Lumet (1967, avec James Mason et Simone Signoret).
À la télévision (tant britannique qu'américaine), il contribue à douze téléfilms (1938-1969, certains d'origine théâtrale) et trente-deux séries (1957-1971), dont Alfred Hitchcock présente (un épisode, 1959), Doctor Who (épisode The Myth Makers, 1965) et Alias le Baron (un épisode, 1967). 
Frère du botaniste Norman Loftus Bor (1893-1972), Max Adrian meurt moins d'un mois après lui d'une crise cardiaque, début 1973, à 69 ans.

## Filmographie partielle

### Cinéma
- 1934 : The Primrose Path (en) de Reginald Denham : Julian Leigh
- 1941 : Kipps de Carol Reed : Chester Coote
- 1942 : Le Jeune Monsieur Pitt (The Young Mr. Pitt) de Carol Reed : Richard Brinsley Sheridan
- 1942 : Penn of Pennsylvania de Lance Comfort
- 1944 : Henry V de Laurence Olivier : le dauphin

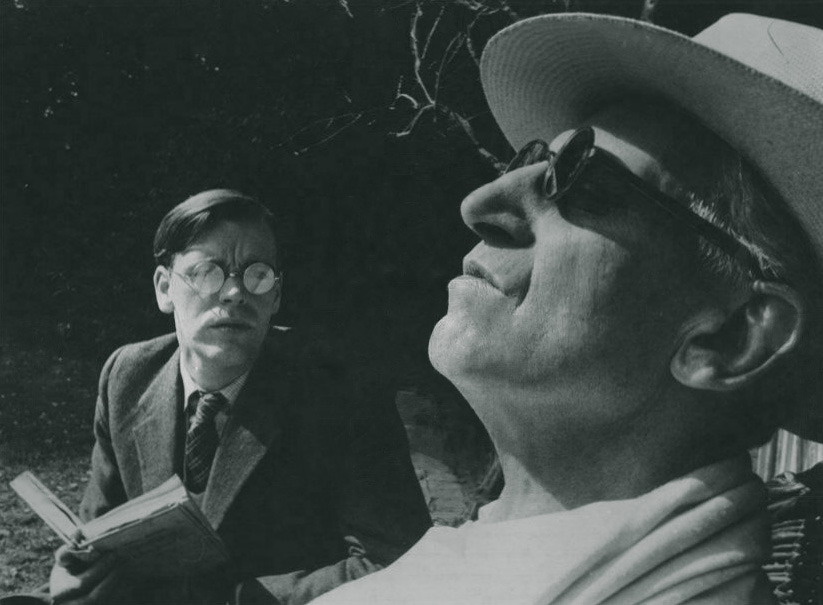
Avec Christopher Gable (à g.),
dans Song of Summer (1968)

- 1950 : Her Favourite Husband (en) (Quel bandito sono io) de Mario Soldati (film italo-britannique) : Catoni
- 1951 : Les Trafiquants du Dunbar (Pool of London) de Basil Dearden : Charlie Vernon / l'acrobate / George
- 1963 : Oncle Vania (en) (Uncle Vanya) de Laurence Olivier et Stuart Burge : Alexandre Sérébriakov
- 1965 : Le Train des épouvantes (Dr. terror's House of Horrors), film à sketches de Freddie Francis, segment Le Vampire (Vampire) : Dr Blake
- 1967 : M15 demande protection (The Deadly Affair) de Sidney Lumet : le conseiller Morton
- 1967 : The Terrornauts de Montgomery Tully : Dr Henry Shore
- 1968 : Song of Summer (en) de Ken Russell : Frederick Delius
- 1971 : La Symphonie pathétique (The Music Lovers) de Ken Russell : Nikolaï Rubinstein
- 1971 : Les Diables (The Devils) de Ken Russell : Ibert
- 1971 : The Boy Friend de Ken Russell : Max Mandeville Mr. Max / Lord Hubert Brockhurst

### Télévision

#### Séries
- 1959 : Alfred Hitchcock présente (Alfred Hitchcock Presents), saison 4, épisode 29 Banquo's Chair d'Alfred Hitchcock : Robert Stone
- 1959 : Perry Mason, saison 2, épisode 7 The Case of the Deadly Toy de William D. Russell : Ralph Jennings
- 1959 : One Step Beyond, saison 1, épisode 18 Le Reflet de la Mort (Image of Death) de John Newland : le marquis Jacques de la Roget
- 1965 : Doctor Who, saison 3, épisode 3 The Myth Makers, 2e partie Small Prophet, Quick Return, 3e partie Death of a Spy et 4e partie Horse of Destruction : le roi Priam
- 1967 : Alias le Baron (The Baron), saison unique, épisode 20 Chimères et Maléfices (The Hight Terrace) de Robert Asher : l'élu

#### Téléfilms
- 1957 : La Nuit des rois (Twelfth Night) de David Greene : Sir Andrew Aguecheek
- 1968 : Luther de Stuart Burge : Cajetan

## Théâtre (sélection)
(pièces, sauf mention contraire)

### Londres
- 1943-1945 : Amour pour amour (Love for Love) de William Congreve : Jeremy
- 1944 : Hamlet de William Shakespeare : Rosencrantz / Osric
- 1959 : Look After Lulu! de Noël Coward, mise en scène de Tony Richardson : le prince de Salestria
- 1960-1961 : La Nuit des rois (Twelfth Night) de William Shakespeare, mise en scène de Peter Hall : Feste
- 1961-1962 : Les Diables (The Devils) de John Whiting : le père Barne
- 1962 : Troïlus et Cressida (Troilus and Cressida) de William Shakespeare, mise en scène de Peter Hall  : Pandarus
- 1963 : Sainte Jeanne (Saint Joan) de George Bernard Shaw : l'inquisiteur / le frère John Lemaître
- 1963-1964 : Oncle Vania (Uncle Vanya) d'Anton Tchekhov, mise en scène de Laurence Olivier : Alexandre Sérébriakov
- 1964-1965 : Solness le constructeur (The Master Builder) d'Henrik Ibsen : Knut Brovik
- 1972 : Trelawny de George Powell, Julian Slade et Aubrey Woods (en) : Sir William Gower

### Broadway
- 1934 : First Episode de Terence Rattigan et Philip Heimann : Albert Arnold
- 1956-1957 : Candide, opérette, musique de Leonard Bernstein, lyrics de Richard Wilbur, livret de Lillian Hellman, mise en scène de Tyrone Guthrie, décors d'Oliver Smith, costumes d'Irene Sharaff : Dr Pangloss / Martin
- 1957 : Marie Stuart (Mary Stuart) de Friedrich Schiller, mise en scène de Tyrone Guthrie : Lord Burleigh
- 1958 : La Leçon (The Lesson) d'Eugène Ionesco, adaptation de Donald Watson, mise en scène de Tony Richardson : le professeur
- 1960 : The Deadly Game de James Yaffe : Gustave Kummer
- 1963 : The Hollow Crown, d'après les écrits de divers auteurs, dont William Shakespeare : récitant
- 1967 : By George, d'après les écrits de George Bernard Shaw, adaptation de Michael Voysey : George Bernard Shaw